# Eriberto Gutiérrez
Eriberto Gutiérrez Robles es un deportista peruano que compite en piragüismo en la modalidad de eslalon. Ganó una medalla de bronce en el Juegos Panamericanos de 2023, en la prueba de K1 cross.

## Palmarés internacional
| Juegos Panamericanos | Juegos Panamericanos | Juegos Panamericanos | Juegos Panamericanos |
| Año                  | Lugar                | Medalla              | Competición          |
| -------------------- | -------------------- | -------------------- | -------------------- |
| 2023                 | Santiago (Chile)     | Medalla de bronce    | K1 cross             |